# Iglesia de San Pedro ad Vincula (Casatejada)
La iglesia de San Pedro ad Vincula es la iglesia parroquial católica del municipio español de Casatejada en la provincia de Cáceres. Está considerada Bien de Interés Cultural.

## Descripción
La iglesia de San Pedro ad Vincula, de Casatejada, en la provincia de Cáceres, de traza rectangular y en su comienzo románica, consta de una sola nave y capilla mayor, góticas, construidas a finales del XV y principios del XVI, unidas por un arco toral.
La nave es de cinco tramos separados por arcos apuntados de piedra y bóvedas de ladrillo a cuyos pies, y sobre un arco escarzano, se eleva el coro, al que da luz un notable rosetón plateresco.
La capilla mayor, con bóvedas de crucería de nervios robustos y perfiles diferentes descansando sobre ménsulas molduradas, es toda de piedra, con ábside de tres lados, ostentando en una clave escudo episcopal jaquelado perteneciente a Don Gutierre de Toledo, obispo de Plasencia de 1498 a 1506, y en otra el de la Casa de Álvarez de Toledo.
A la derecha de la cabecera del templo, la gran torre, alta, cuadrada, de mampostería, de cinco cuerpos con ventanas caprichosamente abiertas, abocinadas, adinteladas y con escudo de piedra.
Sus dos puertas son de gran interés; la de la epístola, con conocopios de archivoltas y arco de medio punto, y la del evangelio, gótica, con pilares y columnillas, e igualmente de medio punto.
Fue declarada en 1965 monumento histórico-artístico mediante el "Decreto 536/1965, de 25 de febrero, por el que se declara monumento histórico artístico la iglesia de San Pedro «ad Vincula», de Casatejada, en la provincia de Cáceres", publicado en el Boletín Oficial del Estado el 13 de marzo de 1965. En la actualidad cuenta con el estatus de Bien de Interés Cultural.